# Sven Johnson
Sven Olof Johnson (Norrköping, 12 settembre 1899 – Skärblacka, 7 luglio 1986) è stato un ginnasta svedese.

## Palmarès

### Olimpiadi
- 1 medaglia:
  - 1 oro (Anversa 1920 nel concorso svedese a squadre)